# Charles Edward Beevor
Pour les articles homonymes, voir Beevor.
Charles Edward Beevor, né le 12 juin 1854 à Londres et mort le  5 décembre 1908 est un neurologue et anatomiste anglais connu pour sa description du signe de Beevor, du réflexe massétérin et du territoire vasculaire cérébral de l'artère choroïdienne antérieure. Il  est aussi l'auteur de l'axiome de Beevor selon lequel « le cerveau ne connaît pas les muscles mais seulement les mouvements ».

## Biographie
Il était le fils de  Charles Beevor, FRCS et d'Elizabeth Burrell. Il effectue sa scolarité à la Blackheath Proprietary School puis à l'University College de Londres. Il fait ses études médicales à l'University College Hospital et obtient le grade et de MB en 1879 et son diplôme de MD en 1881 à l'université de Londres. Il  occupe ensuite un poste de médecin résident (Resident Medical Officer) à l'Hôpital de Queen Square, où il est d'abord médecin assistant, pui médecin titulaire. Il exerce plus tard de nombreuses années au Great Northern Central Hospital.
En 1907 il devient président de la Neurological Society. Il est élu membre du  Collège royal de médecine en 1888 et y donne une  Croonian Lecture en 1903 sur les mouvements musculaires et leur représentation dans le système nerveux central (On Muscular Movements and their Representation in the Central Nervous System.
En 1898, il fait paraître son Manuel des maladies du système nerveux (Handbook on Diseases of the Nervous System).